# Terpsiphone atrocaudata
El monarca colilargo japonés (Terpsiphone atrocaudata) es una especie de ave paseriforme de la familia Monarchidae propia del Asia oriental. Esta especie es en gran medida migratoria y se reproduce en bosques planifolios perennes de Japón (sur de Honshū, Shikoku, Kyushu y en las islas Nansei Shoto), Corea del Sur, Taiwán (incluida la isla Lanyu) y la zona norte de Filipinas. Es un visitante, que no se reproduce, de la zona continental de China, Hong Kong, Tailandia, Laos, Vietnam, Filipinas, Malasia, Singapur y Sumatra (Indonesia).

## Hábitat
En Jeju-do en Corea del Sur, el bosque Gotjawal, un bosque formado en una zona rocosa con lava volcánica, es uno de los sitios de reproducción importantes del monarca colilargo japonés
Existen tres subespecies, la denominada T. a. atrocaudata que se reproduce en la mayoría de Japón y Corea, T. a. illex que reside en las islas Ryukyu, y T. a. periophthalmica, restringida a la isla Lanyu al sur este frente a las costas de Taiwán.

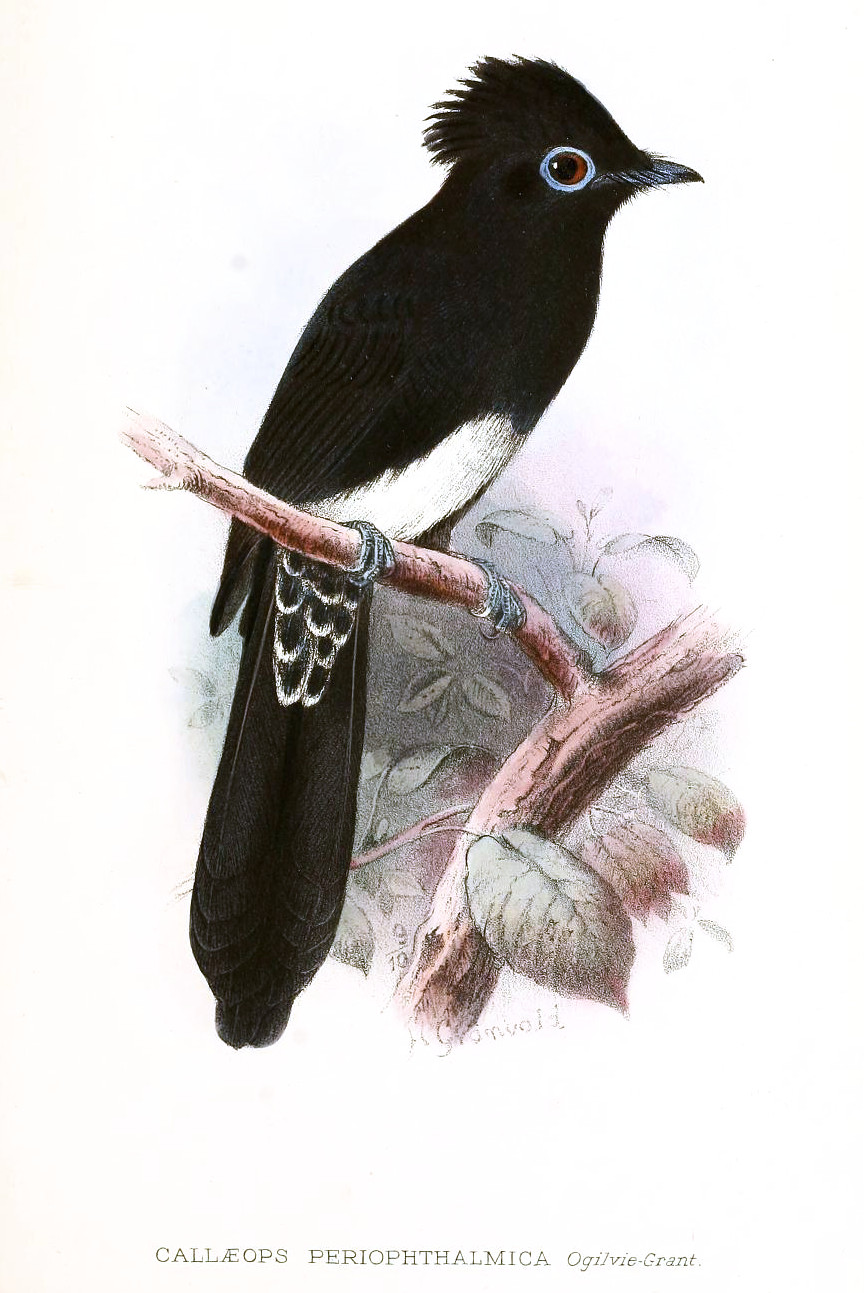
T. a. periophthalmica

Los machos maduros poseen un penacho negro con un brillo púrpura-azul que en el pecho torna a negruzco-grisáceo. Sus zonas inferiores son blanquecinas a blancas. Su lomo, dorso, alas y cola son castaño oscuro. La cola posee unas plumas centrales negras extremadamente largas, que son algo más cortas en los machos inmaduros. La hembra se asemeja al macho pero es más opaca y color pardo oscuro en las zonas castañas. Posee patas negras,  sus ojos son negros y están rodeados por un aro azul, y un pico corto azul.
Su canto en japonés se interpreta como tsuki-hi-hoshi, hoi-hoi-hoi, que se traduce a Luna-Sol-Estrellas y resulta en el nombre en japonés de esta ave サンコウチョウ (三光鳥) sankōchō (literalmente, ave de las tres luces, o sea la luna, el sol y la estrella, de san tres + kō luces + chō ave).
Un relevamiento reciente detectó una declinación abrupta en parte de la población que se reproduce en Japón lo cual se presume ha ocurrido a causa de pérdida de bosques y degradación de la zona donde habita durante el invierno.